# Bogatynia (gmina)
Bogatynia – gmina miejsko-wiejska w województwie dolnośląskim, w powiecie zgorzeleckim. W latach 1975–1998 gmina położona była w województwie jeleniogórskim.
Siedziba gminy to Bogatynia.
Według danych z 30 czerwca 2014 gminę zamieszkiwało 24 127 osób, w tym miasto Bogatynia 18 385 osób. Natomiast według danych z 30 czerwca 2020 roku gminę zamieszkiwało 22 800 osób.

## Struktura powierzchni
Według danych z roku 2002 gmina Bogatynia ma obszar 136,17 km², w tym:
- użytki rolne: 43%
- użytki leśne: 15%

Gmina stanowi 16,25% powierzchni powiatu.
Gmina Bogatynia nazywana jest "Workiem Turoszowskim" ze względu na jej kształt.

## Demografia
Dane z 30 czerwca 2014:
| Opis                              | Ogółem | Ogółem | Kobiety | Kobiety | Mężczyźni | Mężczyźni |
| --------------------------------- | ------ | ------ | ------- | ------- | --------- | --------- |
| jednostka                         | osób   | %      | osób    | %       | osób      | %         |
| populacja                         | 18 385 | 100    | 9439    | 51,34   | 8946      | 48,66     |
| gęstość zaludnienia (mieszk./km²) | 135,0  | 135,0  | 69,3    | 69,3    | 65,7      | 65,7      |

Jest to jedna z najbogatszych gmin w całej Polsce.

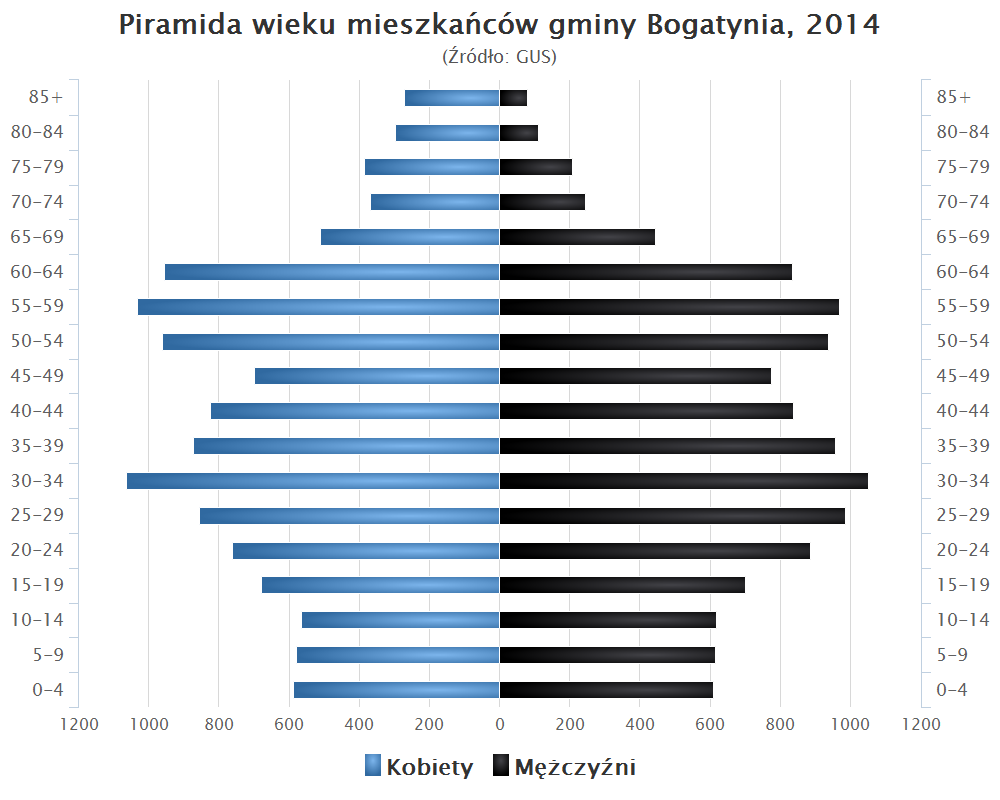
Piramida wieku mieszkańców gminy Bogatynia w 2014 roku

## Ochrona przyrody
Na obszarze gminy znajduje się rezerwat przyrody Grądy koło Posady chroniący fragmenty naturalnych grądów, w tym grądu lipowo – klonowego z typowym dla fitocenoz tego typu składem florystycznym.

## Miejscowości
Białopole, Bratków, Działoszyn, Jasna Góra, Kopaczów, Krzewina, Lutogniewice, Opolno-Zdrój, Porajów, Posada, Sieniawka, Wigancice Żytawskie, Wolanów, Wyszków, Zatonie, Trzciniec.

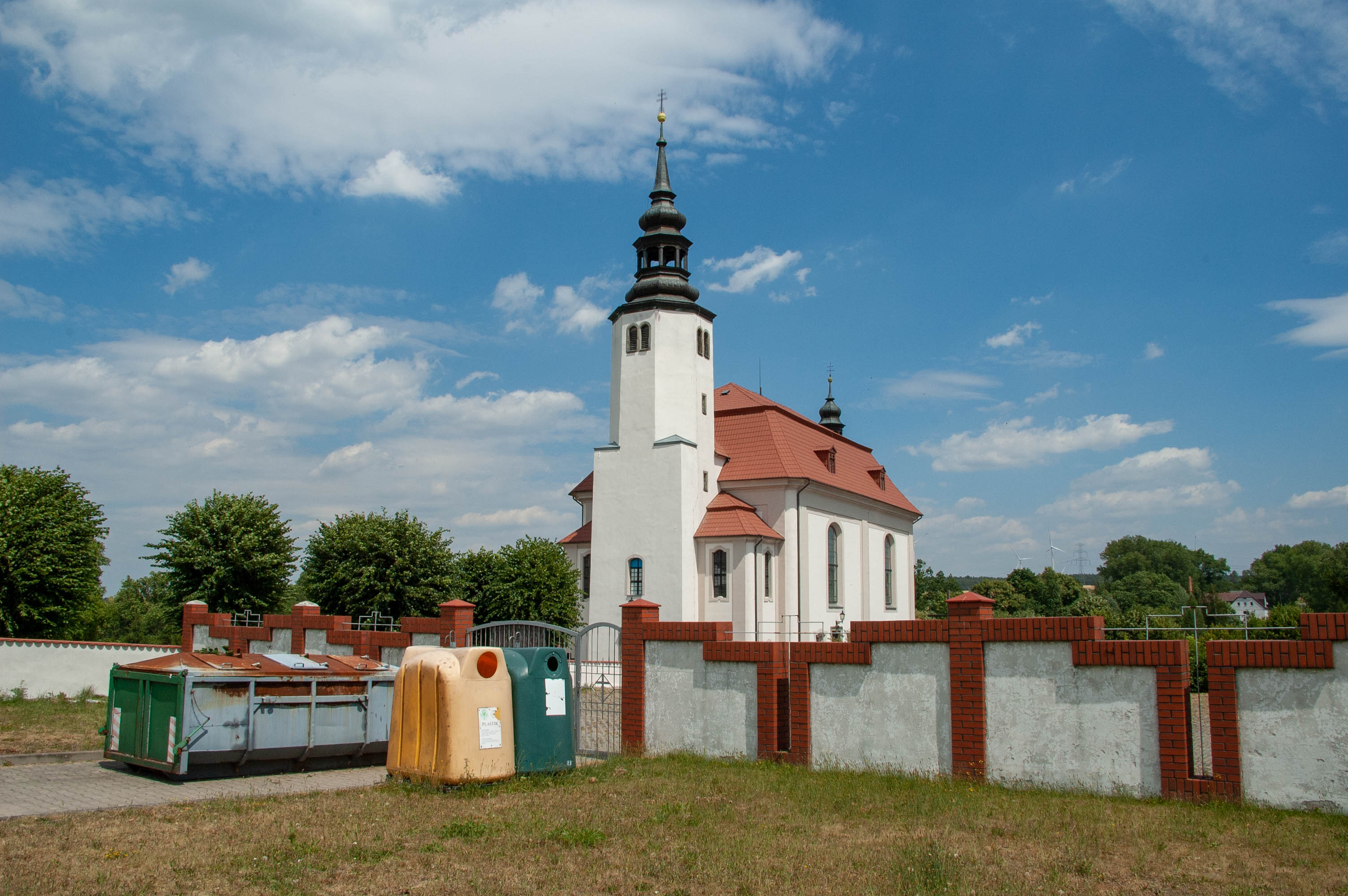
Działoszyn
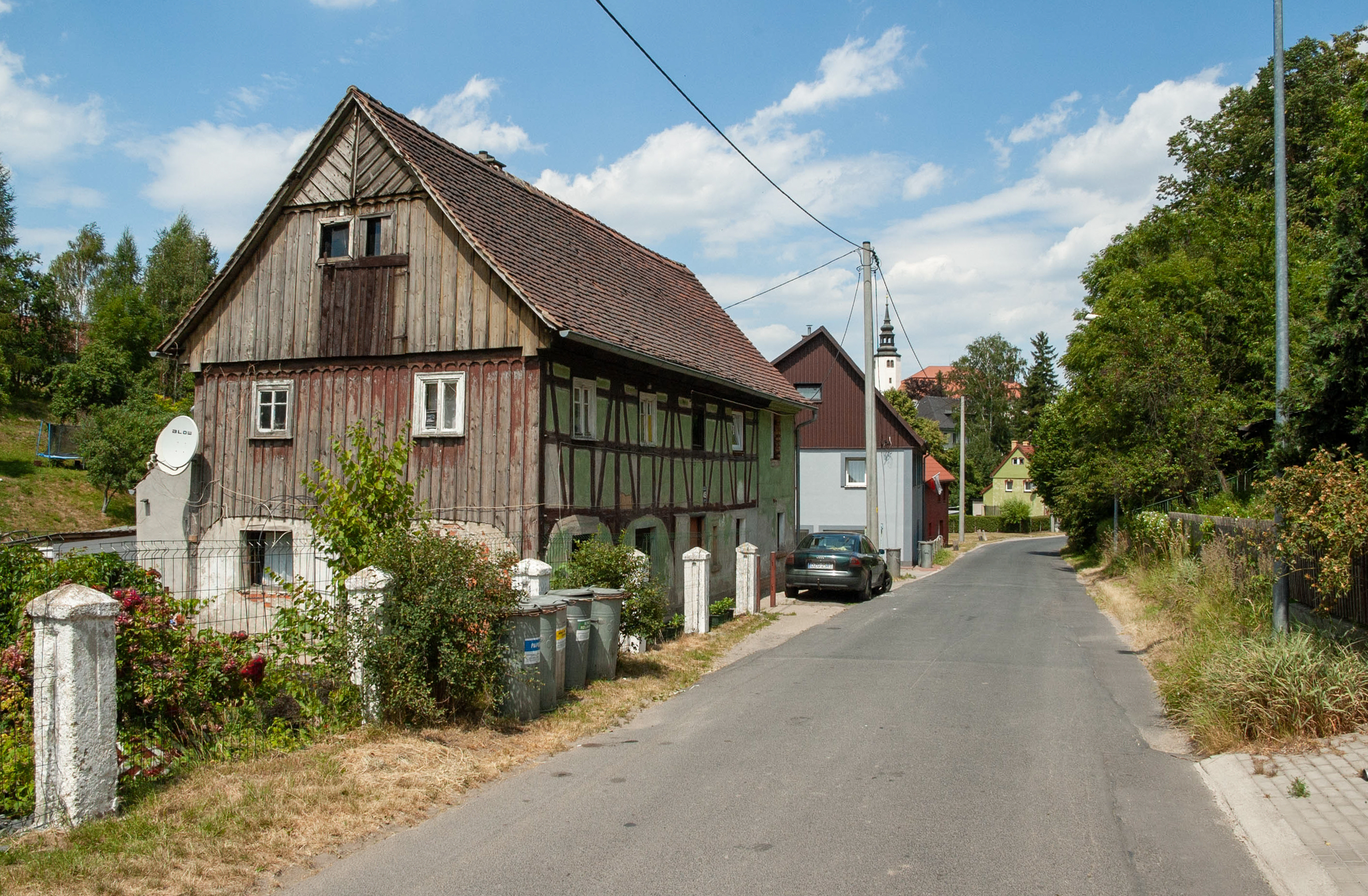
Działoszyn
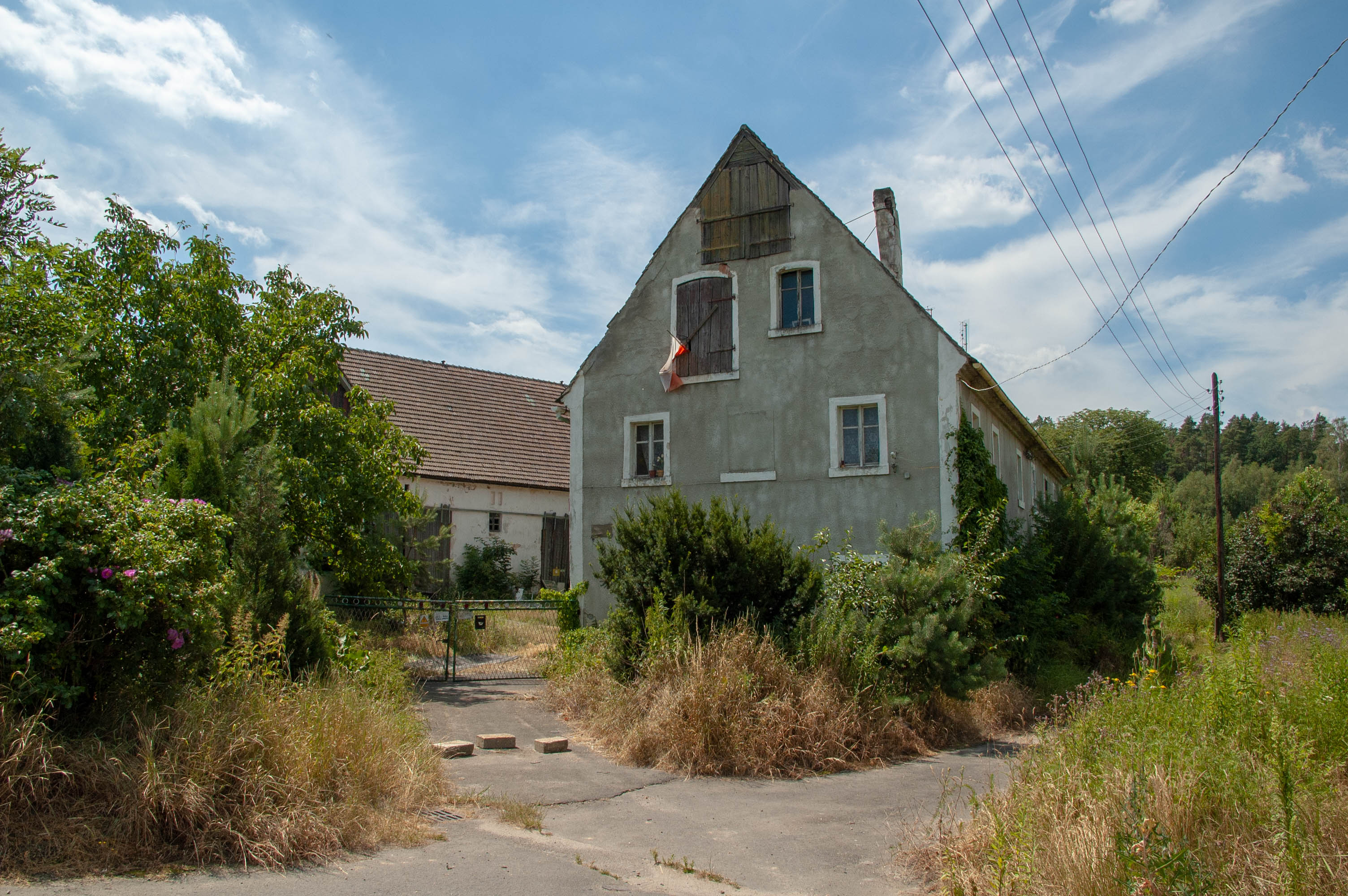
Białopole
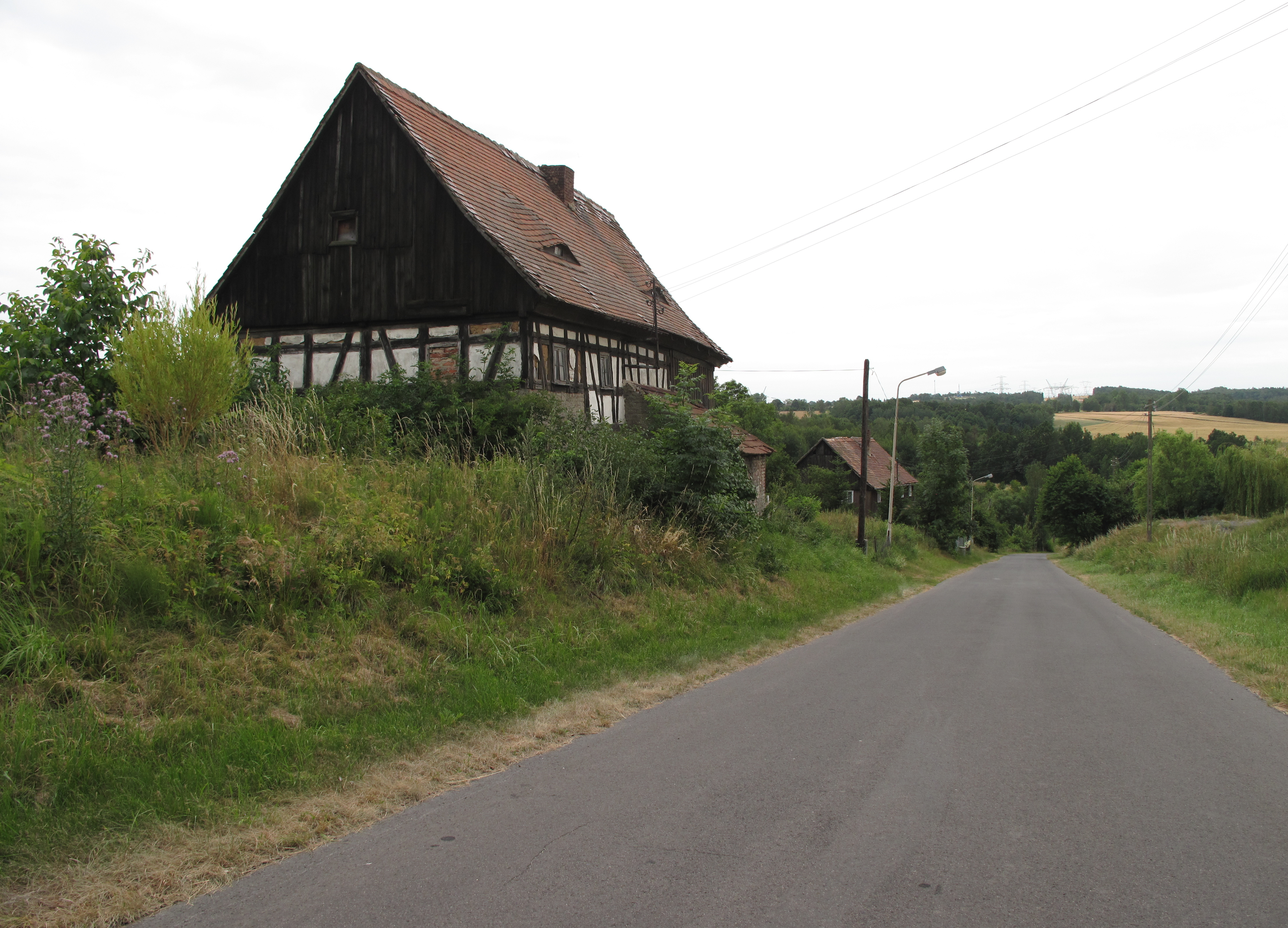
Bratków
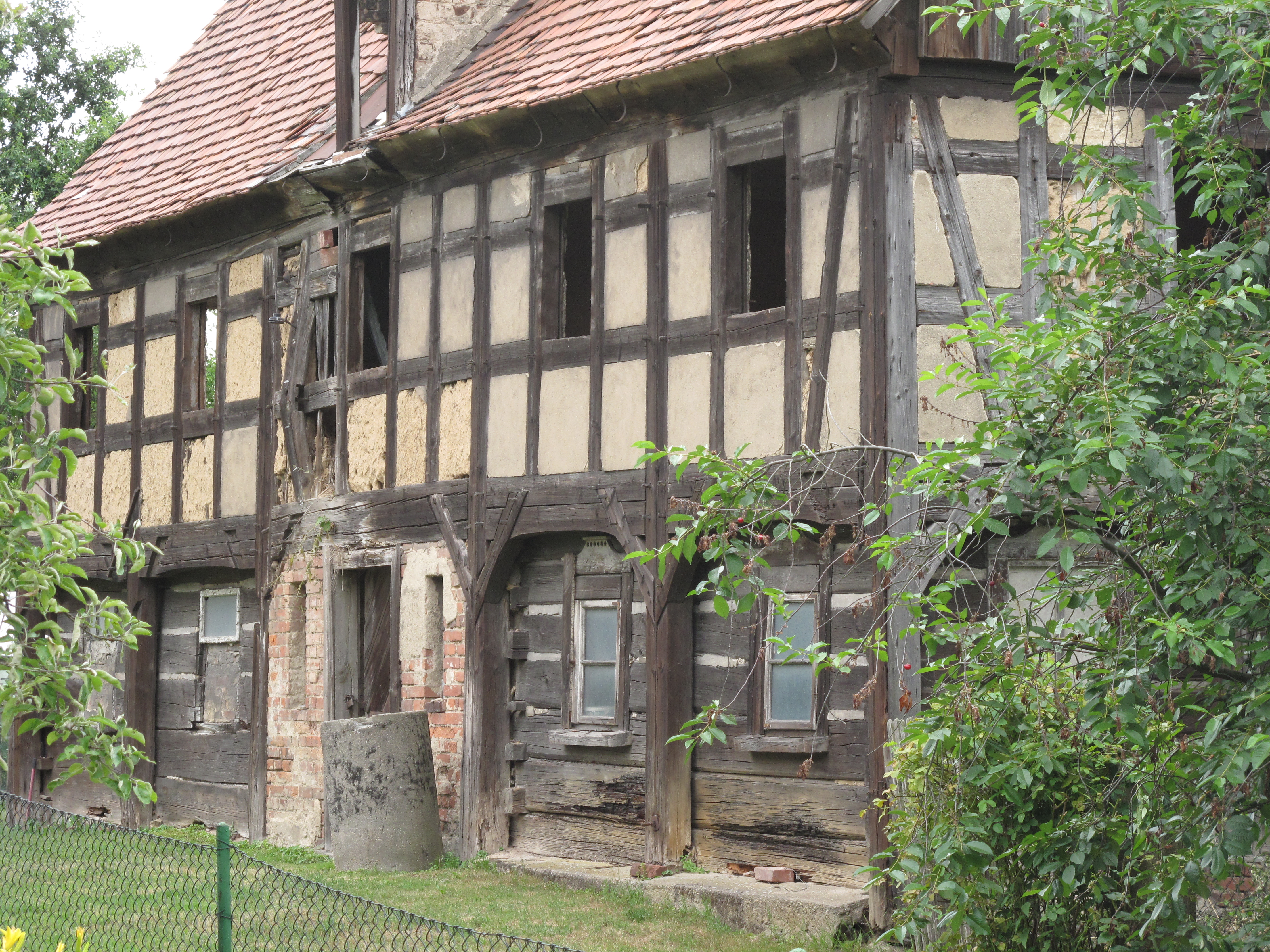
Krzewina
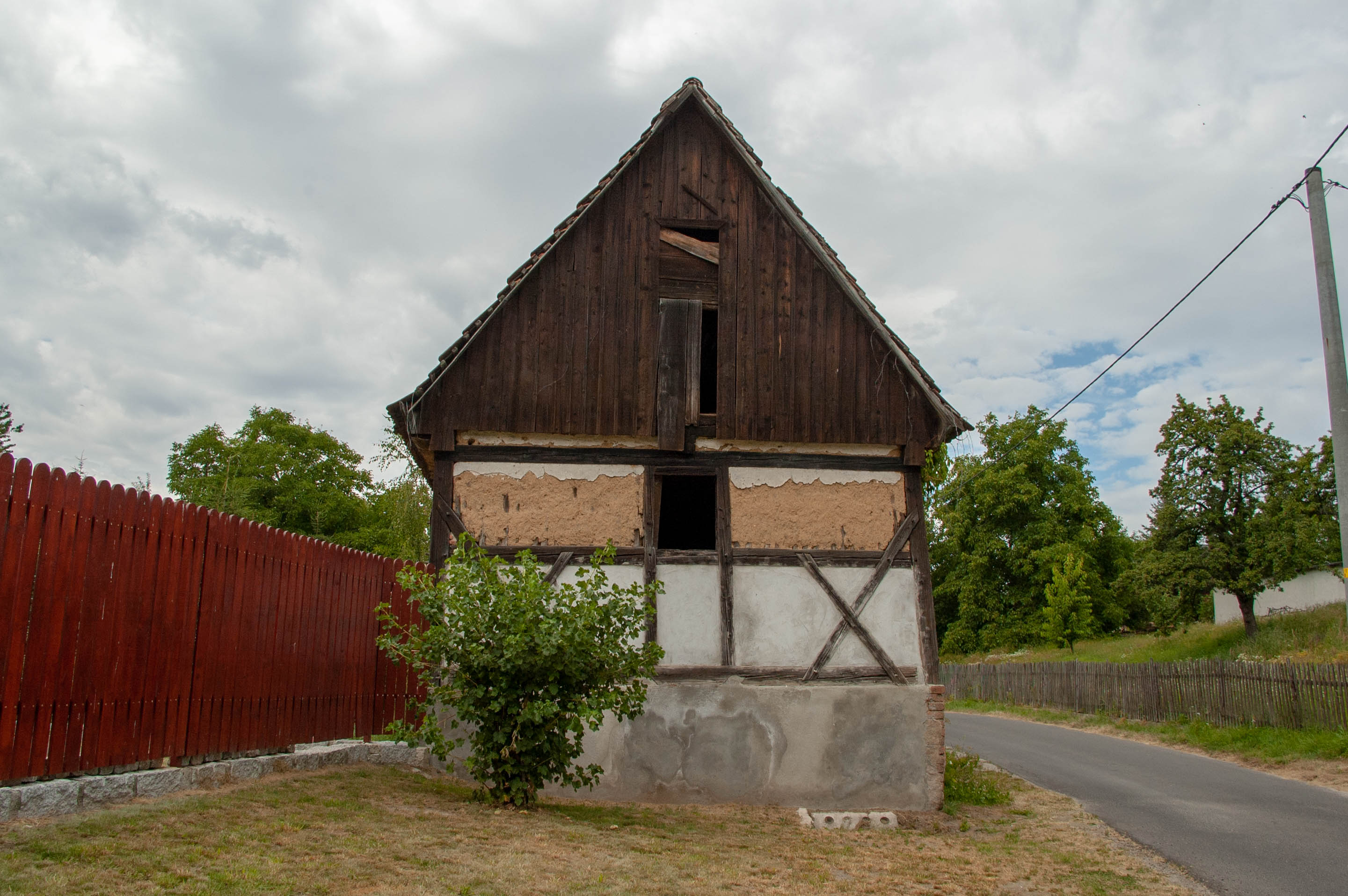
Lutogniewice
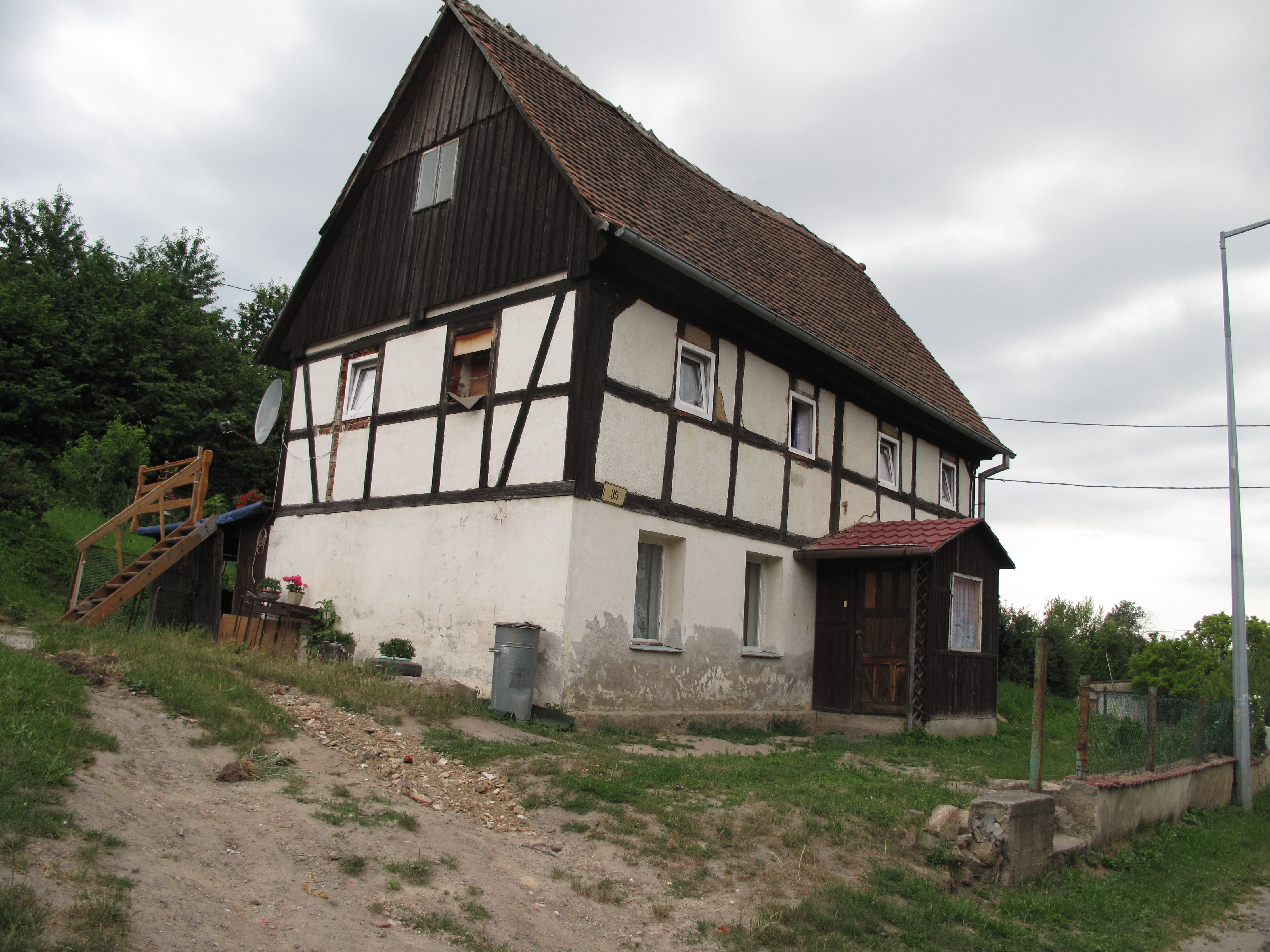
Posada

## Sąsiednie gminy
Zgorzelec. Gmina sąsiaduje z Czechami (m.in. Gródek nad Nysą) i Niemcami (Żytawa).